# Capitulare van Quierzy
Het Capitulare van Quierzy was een capitulare van keizer Karel de Kale, uitgegeven in 877, dat bestond uit een aantal maatregelen om het bestuur te waarborgen tijdens zijn tweede tocht naar Italië om paus Johannes VIII bij te staan tegen de Saracenen, met aanwijzingen voor zijn zoon Lodewijk de Stamelaar, die het bestuur zou waarnemen. Door dit capitulare werd het ambt van graaf erfelijk in West-Francië, waardoor zijn belangrijkste vazallen, zoals de graven van Vlaanderen, een grotere onafhankelijkheid verkregen. In 1037 bevestigde keizer Koenraad II voor Italië het recht van erfelijkheid in de Constitutio de feudis.
Een eerder capitulare werd door Karel de Kale te Quierzy uitgevaardigd op 14 februari 857 en was bedoeld om struikroverij tegen te gaan.

## Doel
Het capitulare werd uitgevaardigd op 14 juni 877 in Quierzy in Frankrijk. Met de toezegging dat het ambt van graaf erfelijk was, wilde Karel zijn graven aanmoedigen hem militaire ondersteuning te bieden in de oorlog in Italië; mochten zij sneuvelen, dan bleef het ambt binnen de familie. Mogelijk was het ook bedoeld om te voorkomen dat zijn zoon in zijn afwezigheid zijn eigen getrouwen in vrijgekomen ambten zou benoemen. De zoon van een overleden graaf zou tijdelijk door Lodewijk aangesteld worden, maar de uiteindelijke bevestiging kon alleen van Karel komen.

## Gevolg
Gedurende de negende eeuw had de koning slechts beperkte macht. Het was een tijd waarin de ruileconomie overheerste en het belenen van land was een van de weinige middelen waarmee hij mensen tot politieke trouw en militaire diensten aan zich kon binden. De leenmannen konden alleen beloond worden door hen gronden in vruchtgebruik te geven (beneficium, vanaf de tiende eeuw feodum). De leenmannen streefden steeds meer naar erfelijkheid en het fenomeen werd dusdanig algemeen dat de koning er met zijn beperkte middelen niet goed tegen op kon treden. Daarmee was het capitulare een bevestiging van de bestaande praktijk. Met het capitulare werd het onmogelijk nog een groot rijk te vormen en ontwikkelde het systeem van het feodalisme tot verzwakking van de centrale macht.